# Morsang-sur-Seine
Morsang-sur-Seine ist eine französische Gemeinde mit 584 Einwohnern (Stand 1. Januar 2022) im Département Essonne in der Region Île-de-France.

## Einwohnerentwicklung
| 1962 | 1968 | 1975 | 1982 | 1990 | 1999 | 2005 | 2009 |
| 127  | 159  | 162  | 287  | 350  | 380  | 492  | 500  |

## Sehenswürdigkeiten
Siehe: Liste der Monuments historiques in Morsang-sur-Seine

## Persönlichkeiten
- Denis Dupont (~1767–1856), Schauspieler der Comédie-Française, verlebte hier seinen Ruhestand und war Bürgermeister
- Saint-Marc Girardin (1801–1873), französischer Politiker und Literaturwissenschaftler
- Georges Izard (1903–1973), französischer Rechtsanwalt, Politiker und Mitglied der Académie française, beigesetzt in Morsang-sur-Seine

## Trivia
Alfred Jarry erwähnte die Gemeinde Morsang-sur-Seine in der imaginären „Schlacht von Morsang“ in seinem Roman La Fée Dragonne. Der Autor hielt sich regelmäßig am Ufer gegenüber der Gemeinde auf.
Georges Simenon siedelte seinen Kriminalroman Maigret und die kleine Landkneipe am Ufer der Seine in Morsang an.